# Karate tại Đại hội Thể thao Đông Nam Á 2009
Karate tại Đại hội Thể thao Đông Nam Á năm 2009 được tổ chức từ ngày 10 đến 12 tháng 12 năm 2009 tại Chao Anouvong Gymnasium, thành phố Viêng Chăn, Lào. Với hai nội dung chủ đạo là kata (biểu diễn quyền) và kumite (đối kháng). Tổng cộng có 17 huy chương vàng được trao trên tất cả các hạng mục: nội dung cá nhân và đồng đội cho cả nam và nữ. Đoàn thể thao Việt Nam giành được 6 huy chương vàng, xếp thứ nhất toàn đoàn.

## Bảng huy chương
| Hạng                | Đoàn                | Vàng | Bạc | Đồng | Tổng số |
| ------------------- | ------------------- | ---- | --- | ---- | ------- |
| 1                   | Việt Nam            | 6    | 4   | 1    | 11      |
| 2                   | Malaysia            | 5    | 6   | 2    | 13      |
| 3                   | Indonesia           | 3    | 3   | 6    | 12      |
| 4                   | Lào                 | 2    | 0   | 7    | 9       |
| 5                   | Philippines         | 1    | 2   | 3    | 6       |
| 6                   | Myanmar             | 0    | 1   | 2    | 3       |
| 7                   | Singapore           | 0    | 1   | 1    | 2       |
| 8                   | Thái Lan            | 0    | 0   | 7    | 7       |
| 9                   | Brunei              | 0    | 0   | 4    | 4       |
| 10                  | Đông Timor          | 0    | 0   | 1    | 1       |
| Tổng số (10 đơn vị) | Tổng số (10 đơn vị) | 17   | 17  | 34   | 68      |

## Tóm tắt kết quả

### Kata
| Nội dung     | Vàng                                                           | Bạc                                                     | Đồng                                                        |
| ------------ | -------------------------------------------------------------- | ------------------------------------------------------- | ----------------------------------------------------------- |
| Cá nhân nam  | Faizal Zainuddin · Indonesia                                   | Tan Chee Sheng · Malaysia                               | Inthanousone Vilaysouk · Lào                                |
| Cá nhân nam  | Faizal Zainuddin · Indonesia                                   | Tan Chee Sheng · Malaysia                               | Noel Espinosa · Philippines                                 |
| Đồng đội nam | Indonesia · Faizal Zainuddin · Fidelys Lolobua · Aswar         | Malaysia · Tan Chee Sheng · Leong Tze Wai · Kam Kah Sam | Myanmar · Than Htike · Kyaw Kyaw Tun · Aung Khant           |
| Đồng đội nam | Indonesia · Faizal Zainuddin · Fidelys Lolobua · Aswar         | Malaysia · Tan Chee Sheng · Leong Tze Wai · Kam Kah Sam | Việt Nam · Nguyễn Thanh Long · Thạch Văn Thành · Tô Hải Nam |
|              |                                                                |                                                         |                                                             |
| Cá nhân nữ   | Nguyễn Hoàng Ngân · Việt Nam                                   | Ng Pei Yi · Singapore                                   | Yanisa Torrattanawathana · Thái Lan                         |
| Cá nhân nữ   | Nguyễn Hoàng Ngân · Việt Nam                                   | Ng Pei Yi · Singapore                                   | Lim Lee Lee · Malaysia                                      |
| Đồng đội nữ  | Việt Nam · Nguyễn Hoàng Ngân · Đỗ Thị Thu Hà · Nguyễn Thị Hằng | Malaysia · Lim Lee Lee · Thoe Ai Poh · Chong Chew Teng  | Indonesia · Dewi Yulianti · Yuli Eka Yanti · Alit Tresna    |
| Đồng đội nữ  | Việt Nam · Nguyễn Hoàng Ngân · Đỗ Thị Thu Hà · Nguyễn Thị Hằng | Malaysia · Lim Lee Lee · Thoe Ai Poh · Chong Chew Teng  | Lào · Thaviphone · Orlaphan · Chanthamaly                   |

### Kumite

#### Nam
| Hạng cân | Vàng | Bạc                             | Đồng                                   |
| -------- | --- | ------------------------------- | -------------------------------------- |
| 55 kg    | Puvaneswaran Ramasamy · Malaysia                                                                               | Phạm Hoài Long · Việt Nam       | Ace Pediongo Eso · Philippines         |
| 55 kg    | Puvaneswaran Ramasamy · Malaysia                                                                               | Phạm Hoài Long · Việt Nam       | Hirannithishatphol Saratham · Thái Lan |
| 60 kg    | Xaysavath Oupalavanh · Lào                                                                                     | Kunasilan Lakanathan · Malaysia | Donny Dharmawan · Indonesia            |
| 60 kg    | Xaysavath Oupalavanh · Lào                                                                                     | Kunasilan Lakanathan · Malaysia | Aung Pyae · Myanmar                    |
| 67 kg    | Nguyễn Ngọc Thanh · Việt Nam                                                                                   | Jintar Simanjuntak · Indonesia  | Fadilah Sanif · Brunei                 |
| 67 kg    | Nguyễn Ngọc Thanh · Việt Nam                                                                                   | Jintar Simanjuntak · Indonesia  | Tay Qing Yuan · Singapore              |
| 75 kg    | Inkathep · Lào                                                                                                 | Rolando Lagman · Philippines    | Shaharudin · Malaysia                  |
| 75 kg    | Inkathep · Lào                                                                                                 | Rolando Lagman · Philippines    | Yuttana Klamprabud · Thái Lan          |
| 84 kg    | Mohd Hatta · Malaysia                                                                                          | Hendro Salim · Indonesia        | Mainudin Mohamad · Brunei              |
| 84 kg    | Mohd Hatta · Malaysia                                                                                          | Hendro Salim · Indonesia        | Soukphansa · Lào                       |
| +84 kg   | Umar Syarief · Indonesia                                                                                       | Phạm Quang Duy · Việt Nam       | Sengpheng · Lào                        |
| +84 kg   | Umar Syarief · Indonesia                                                                                       | Phạm Quang Duy · Việt Nam       | Jamil Hj Abd Majid · Brunei            |
| Team     | Việt Nam (VIE) · Nguyễn Ngọc Thanh · Phạm Hoài Long · Nguyễn Hoàng Hiệp · Nguyễn Minh Phụng · Dương Hoàng Long | Malaysia (MAS)                  | Indonesia (INA)                        |
| Team     | Việt Nam (VIE) · Nguyễn Ngọc Thanh · Phạm Hoài Long · Nguyễn Hoàng Hiệp · Nguyễn Minh Phụng · Dương Hoàng Long | Malaysia (MAS)                  | Philippines (PHI)                      |

#### Nữ
| Hạng cân | Vàng                          | Bạc                            | Đồng                                |
| -------- | ----------------------------- | ------------------------------ | ----------------------------------- |
| 50 kg    | Vu Thi Nguyet Anh · Việt Nam  | Martinel Prihastut · Indonesia | Masdianah Hj Tengah · Brunei        |
| 50 kg    | Vu Thi Nguyet Anh · Việt Nam  | Martinel Prihastut · Indonesia | Chansouda · Lào                     |
| 55 kg    | Marna Pabillore · Philippines | Nguyen Thi Hai Yen · Việt Nam  | Nur Hadiyanti · Indonesia           |
| 55 kg    | Marna Pabillore · Philippines | Nguyen Thi Hai Yen · Việt Nam  | Yanisa Torrattanawathana · Thái Lan |
| 61 kg    | Bui Thi Trieu · Việt Nam      | Vathana · Malaysia             | Puspita Triana · Indonesia          |
| 61 kg    | Bui Thi Trieu · Việt Nam      | Vathana · Malaysia             | Soarescorreia · Đông Timor          |
| 68 kg    | Yamini · Malaysia             | Ni Ni Cho The · Myanmar        | Nongkhan · Lào                      |
| 68 kg    | Yamini · Malaysia             | Ni Ni Cho The · Myanmar        | Piyanan Ratbandit · Thái Lan        |
| >68 kg   | Jamalliah · Malaysia          | Lutche Metante · Philippines   | Sengdaly · Lào                      |
| >68 kg   | Jamalliah · Malaysia          | Lutche Metante · Philippines   | Surapee Intarajang · Thái Lan       |
| Team     | Malaysia (MAS)                | Việt Nam (VIE)                 | Indonesia (INA)                     |
| Team     | Malaysia (MAS)                | Việt Nam (VIE)                 | Thái Lan (THA)                      |